# Josef Heinzl

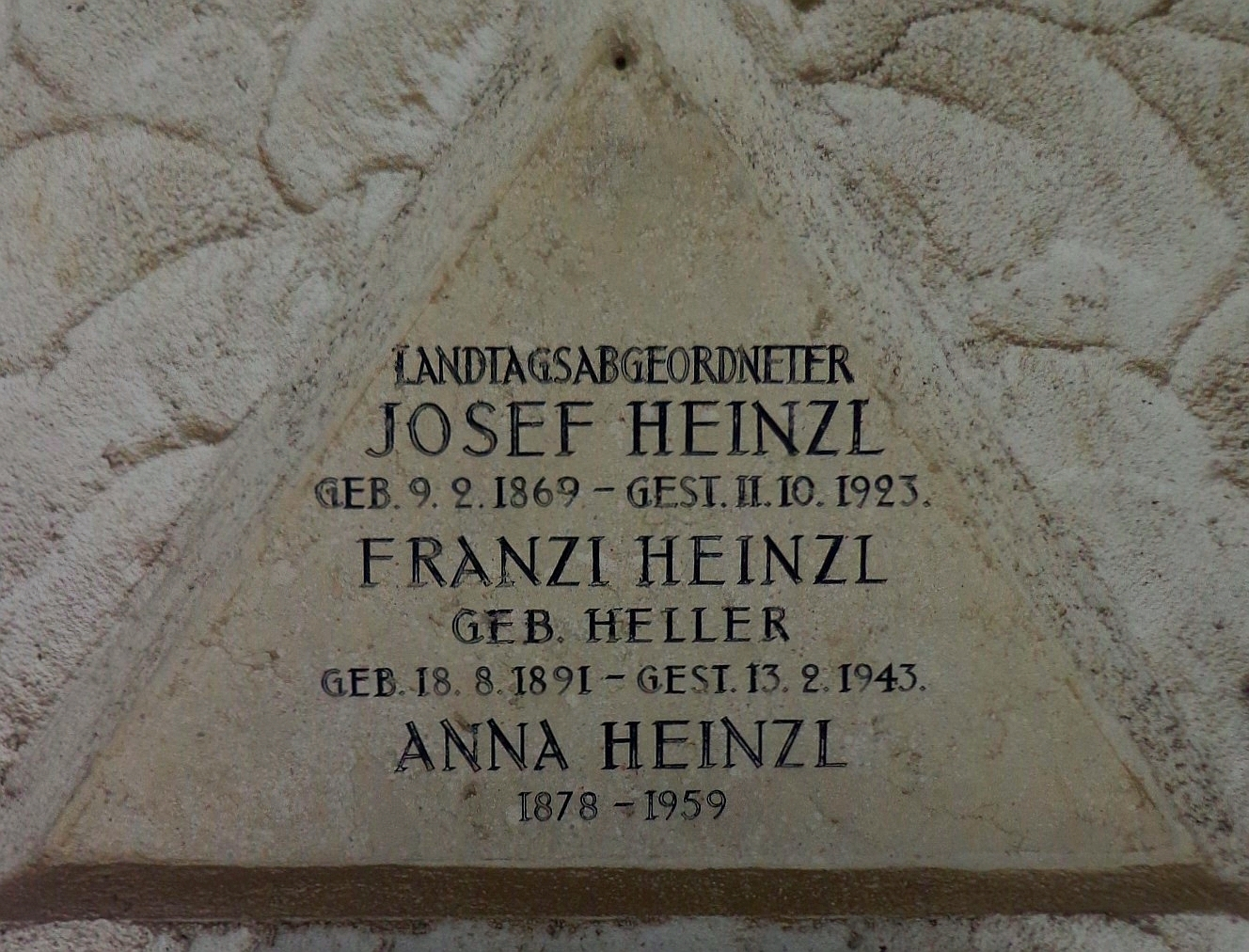
Feuerhalle Simmering, Grab von Josef Heinzl

Josef Heinzl (* 9. Februar 1869 in Pottendorf; † 11. Oktober 1923 in Wien) war ein österreichischer sozialdemokratischer Gewerkschafter und Politiker.
Josef Heinzl war Arbeiter. Er war zunächst in der Spinnfabrik Pottendorf beschäftigt, wurde dann Schlosser und Maschinenmonteur und kam durch diese Tätigkeit in weiten Teilen der Monarchie herum. Heinzl engagierte sich in der Gewerkschaftsbewegung und wurde Funktionär des Metallarbeiterverbandes. Nach dem Ersten Weltkrieg war er Werkmeister der Konsumgenossenschaft Wien und Umgebung und von 1919 bis 1921 Mitglied des Niederösterreichischen Landtages.
Er wurde im Arkadenhof der Feuerhalle Simmering bestattet.
1928 wurde die Josef-Heinzl-Gasse in Wien-Hietzing nach ihm benannt.